# Ингвар Йоунссон
И́нгвар Йо́унссон (исл. Ingvar Jónsson; род. 18 октября 1989, Рейкьявик) — исландский футболист, вратарь клуба «Викингур». Выступал в национальной сборной Исландии.

## Клубная карьера
Профессиональную карьеру начал в 2006 году в команде «Ньярдвик», в котором принял участие в 65 матчах чемпионата.
Своей игрой за эту команду привлек внимание представителей тренерского штаба клуба «Стьярнан», в состав которого присоединился в 2011 году. Сыграл за команду из Гардабайра следующие четыре сезона своей игровой карьеры. Большинство времени, проведенного в составе «Стьярнана», был основным голкипером команды.
В начале 2015 года перешёл в норвежский клуб «Старт» (Кристиансанн), однако уже через полгода был отдан в аренду в команду второго по силе норвежского дивизиона «Саннес Ульф».
В 2016 году стал игроком «Саннефьорд», другого представителя второй норвежской лиги.

## Карьера в сборной
Дебют за национальную сборную Исландии состоялся 12 ноября 2014 года в товарищеском матче против сборной Бельгии. Включён в состав сборной на чемпионат Европы 2016 во Франции. Всего Йоунссон провёл за сборную 5 матчей.

## Достижения

### «Стьярнан»
- Чемпион Исландии: 2014

### «Викингур»
- Чемпион Исландии: 2021